# صلاح بن عابد
صلاح بن عابد أو صلاح بن العابد (من مواليد 1950) هو مهندس معماري وأكاديمي وروائي وشاعر جزائري. كان أستاذًا للهندسة المعمارية في جامعة الجزائر، إلى أن انتقل لمدينة مونتريال في كندا حيث قطن فيها لأكثر من عقدٍ من الزمان. صمَّم بن عابد صلاح العديد من المشاريع المعمارية في كل من الجزائر وكيبيك، بما في ذلك أبراج CCE في وسط مدينة مونتريال والعديد من الأعمال الأخرى.

## المسيرة المهنيّة
شاركَ صلاح بن العابد في تأليف كتاب شعر بعنوان Quand la terre tremble (بالعربيّة: عندما ترتجفُ الأرض) نشره المركز الثقافي الجزائري، كما شارك في مهرجان مونتريال للعالم العربي حيث ألقى محاضرات وقراءات من قصائده. أقام في عام 2004 عرضًا لأبو نواس شاعر القرون الوسطى البغدادي.
نشر صلاح منذُ عام 2006 مجموعتين من القصص القصيرة وروايتين، وبحلول تشرين الثاني/نوفمبر 2009، كرَّمت مؤسسة نادي المستقبل – وممقرها مونتريال – صلاح بن عابد من خلال منحه جائزتها لمساهمته الفنية المتميزة. نُشرت روايته الأولى Notes d’une musique ancienne (بالعربيّة: ملاحظات عن موسيقى قديمة) من قبل Editions APIC في الجزائر في نيسان/أبريل من عام 2010.

## قائمة أعماله
هذه قائمةٌ بأبرز أعمال الكاتب والمؤلِّف الجزائري صلاح بن عابد:
- Valise grise (La) (مجموعة قصص قصيرة نُشرت عام 2006)
- Notes d’une musique ancienne (رواية صدرت عام 2007)
- De quelques défauts qui font les humains (مجموعة قصص قصيرة صدرت عام 2009)
- Ô combien de marins, combien de capitaines (رواية طويلة صدرت عام 2010)